# Paraconchoecia dorsotuberculata
Paraconchoecia dorsotuberculata är en kräftdjursart som först beskrevs av G. W. Müller 1906.  Paraconchoecia dorsotuberculata ingår i släktet Paraconchoecia och familjen Halocyprididae. Inga underarter finns listade i Catalogue of Life.